# لنز پاناسونیک لومیکس جی ۱۴میلی‌متر
لنز پاناسونیک لومیکس جی ۱۴میلی‌متر (به انگلیسی: Panasonic Lumix G 14mm lens) نام لنز دوربین عکاسی از نوع ثابت است که توسط شرکت پاناسونیک تولید می‌شود. فاصلهٔ کانونی این لنز ۱۴ میلی‌متر و ضریب اف آن اف ۲٫۵ است. این لنز در 2010 میلادی تولید و عرضه شده‌است.